# Potamogeton trichoides
Espèce
Classification phylogénétique
Potamogeton trichoides, de noms communs Potamot dense, Potamot serré, Potamot filiforme ou Potamot capillaire, est une espèce de plantes aquatiques de la famille des Potamogetonaceae et du genre Potamogeton.

## Description

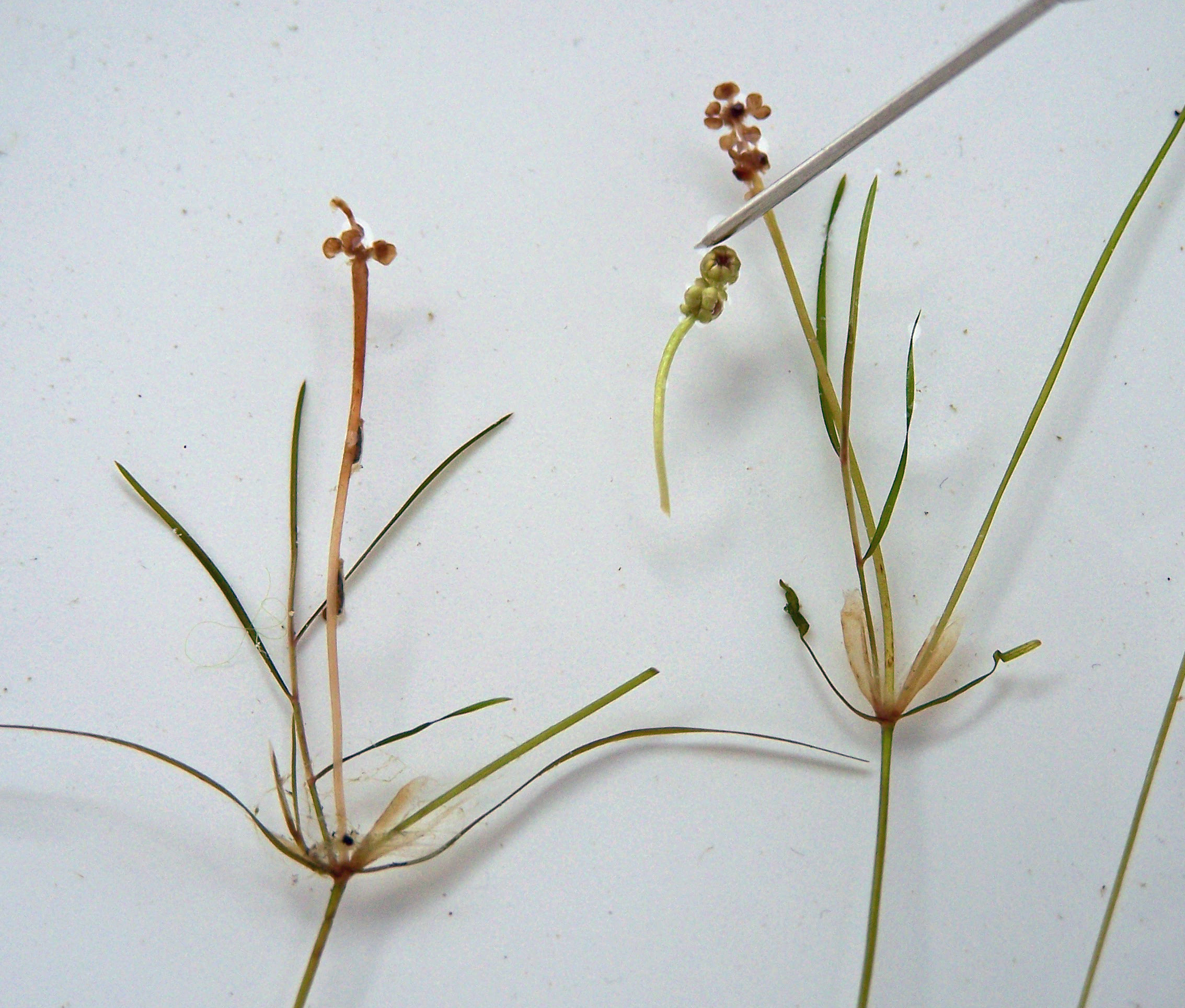
Potamogeton trichoides.

### Appareil végétatif
Le rhizome est rampant. La plante est assez variable. Les feuilles atteignant 4 x 1,5 cm, submergées, sont élargies-embrassantes à la base, ovales à lancéolées, obtuses à aiguës, très finement denticulées, à 3-5 nervures ; les stipules sont habituellement absentes.

### Appareil reproducteur
Le pédoncule mesure 0,5-1.5cm, le fructifère étant recourbé. Les fruits mesurent 3 mm, comprimés, à bord dorsal caréné-aigu, à bec court.

## Habitat et écologie

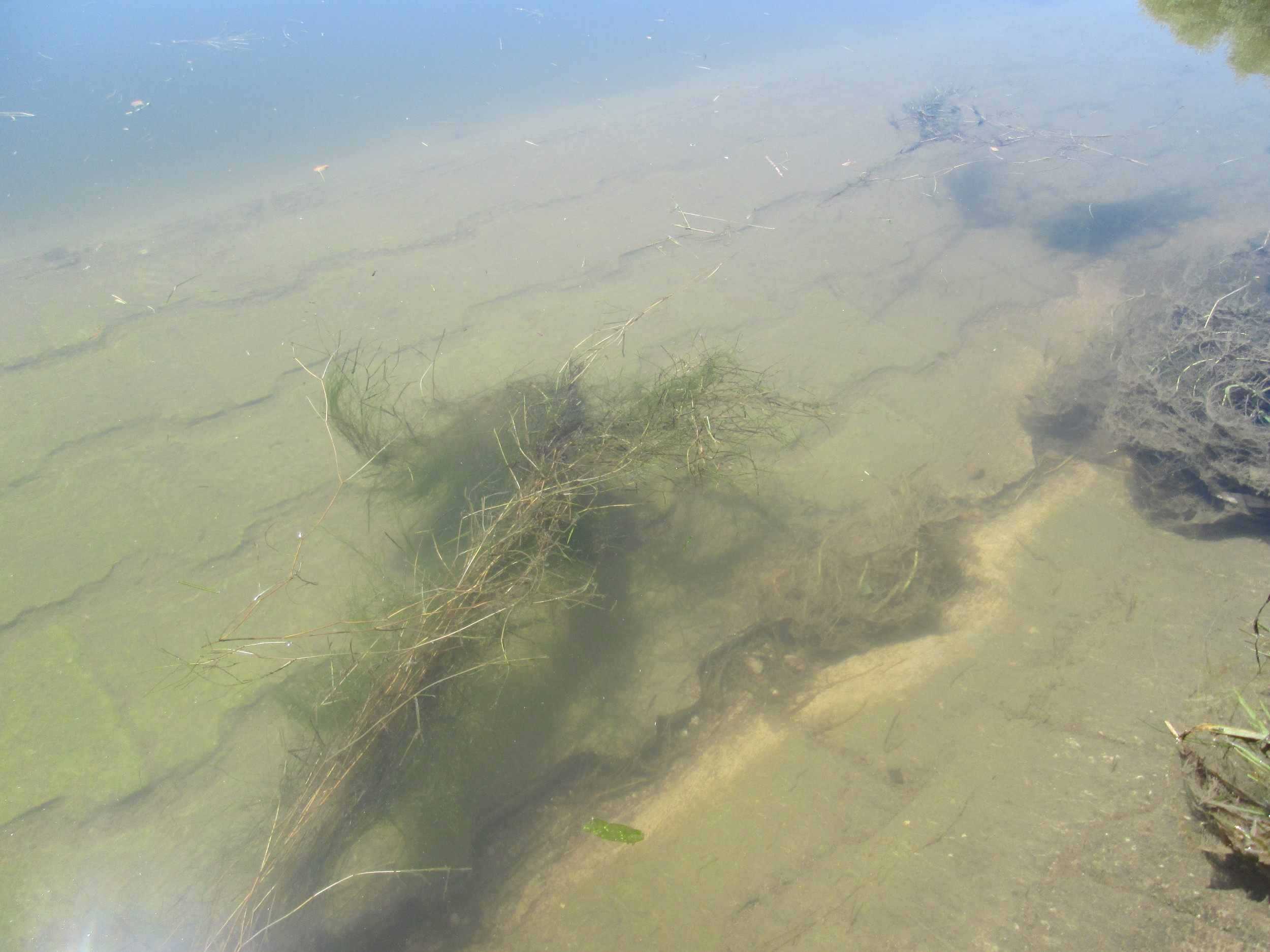
Potamot filiforme sous l'eau.

Il pousse dans les ruisseaux, les fossés aquatiques, les mares, etc,.

## Répartition
La plante a une distribution eurasiatique.

## Synonymes
- Potamogeton condylocarpus Tausch, 1836
- Potamogeton monogynus Webb & Berthel., 1847
- Potamogeton pusillus subsp. trichoides (Cham. & Schltdl.) Bonnier & Layens, 1894
- Potamogeton trichoides var. leiocarpus Asch., 1864
- Potamogeton trichoides var. monogynus Magnin, 1897
- Potamogeton tuberculatus Ten. & Guss., 1842[2]

## Risques de confusion

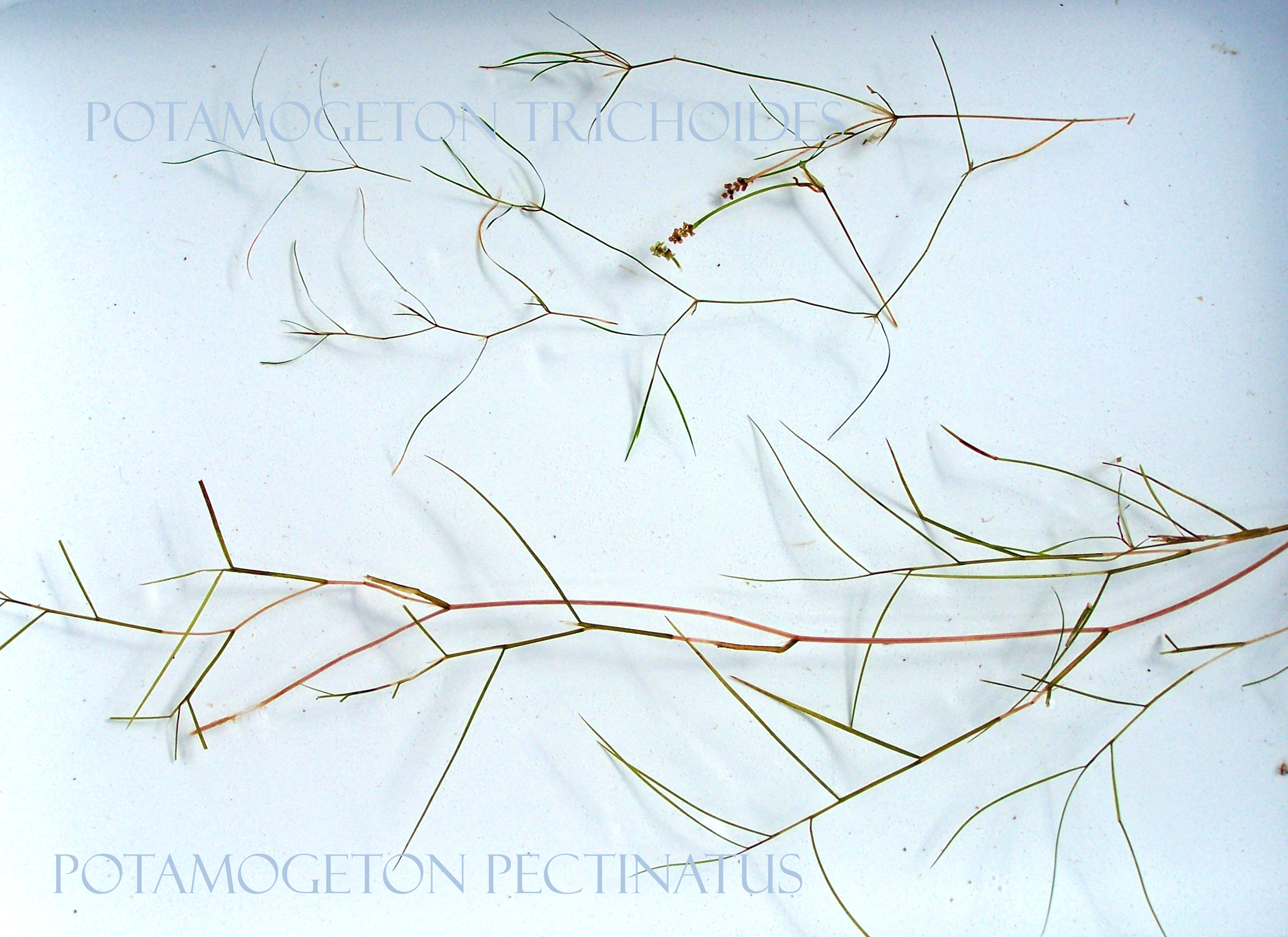
Différences entre Potamogeton pectinatus et P. trichoides.

Cette espèce peut notamment être confondue avec :
- Ruppia sp. (qui peut l'accompagner en milieu saumâtre[5]) ;
- Potamogeton pectinatus.